# Cathédrale Ghazanchetsots de Chouchi
 (décembre 2024).
La cathédrale Ghazanchetsots ou cathédrale Saint-Sauveur Ghazanchetsots (en arménien Սուրբ Ամենափրկիչ Ղազանչեցոց Եկեղեցին) est un des plus grands édifices religieux du monde arménien.
Construite au XIXe siècle à Chouchi (actuel Azerbaïdjan), la cathédrale est désaffectée à la suite des massacres de Chouchi en 1920. Au cours du XXe siècle, elle connaît ensuite différentes utilisations avant d'être endommagée en 1992 durant la première guerre du Haut-Karabagh entre l'Arménie et l'Azerbaïdjan. Elle est ensuite restaurée, mais se voit intentionnellement bombardée par les forces azerbaidjanaises le 8 octobre 2020, dans le cadre de la seconde guerre du Haut-Karabagh. Passée sous contrôle azerbaidjanais à l'issue de la guerre, la cathédrale fait l'objet d'une restauration controversée en 2021. 

## Situation géographique
Pour un article plus général, voir Chouchi (région).
La cathédrale est située sur la place centrale de Chouchi, dans la région du même nom, au Haut-Karabagh.

## Historique

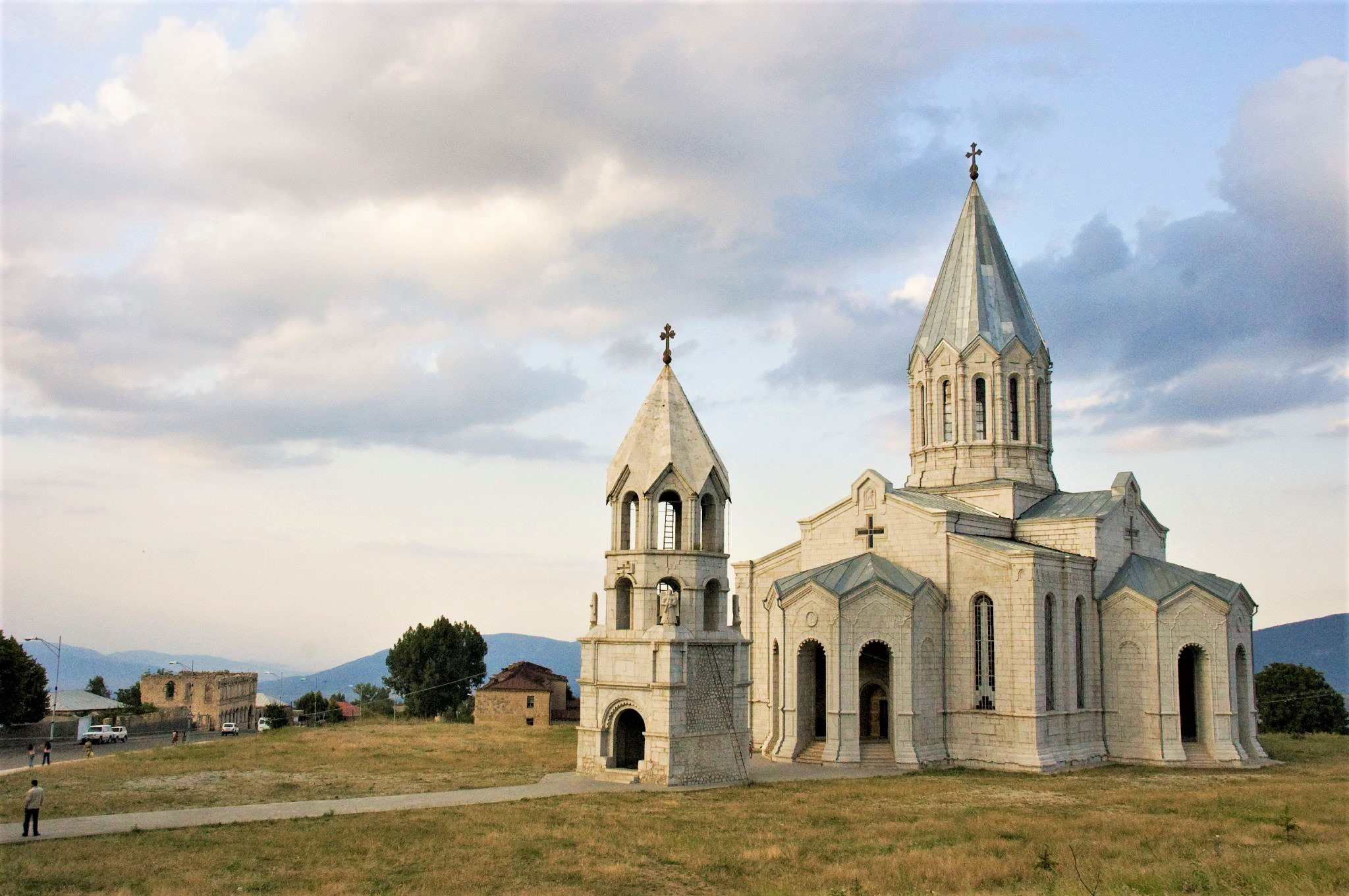
Vue depuis le sud-ouest, avec la tour-clocher à gauche.

La cathédrale a été construite entre 1868 et 1887, alors que sa tour-clocher, séparée de l'édifice, date de 1858, sur le modèle de la cathédrale d'Etchmiadzin. À cette époque, Chouchi relève, au sein de l'Empire russe, du gouvernement d'Elizavetpol.
Elle est désaffectée à la suite des massacres de Chouchi de 1920, pendant la guerre civile soviétique. La ville est alors intégrée à l'oblast autonome du Haut-Karabagh, au sein de la République socialiste soviétique d'Azerbaïdjan. La cathédrale sert ensuite de grenier à blé puis de garage, avant d'être utilisée comme dépôt d'armes pour les Azerbaïdjanais de 1989 à 1992, lors de la première guerre du Haut-Karabagh, au cours de laquelle elle est endommagée.
Après la prise de la ville par les Arméniens, elle est restaurée, avec notamment la reconstruction de la coiffe et le remplacement des anges de la tour-clocher.
Le 8 octobre 2020, pendant la seconde guerre du Haut-Karabagh, des frappes azerbaidjanaises contre la ville de Chouchi vise la cathédrale et détruisent sa toiture et ses vitraux,.
Elle fait l'objet d'une « restauration » controversée par l'Azerbaïdjan en 2021. Le toit en forme de pointe du clocher est supprimé pour être transformé en coupole. Le gouvernement azerbaidjanais déclare vouloir restaurer l'édifice dans son apparence d'origine, précisant que le toit du clocher a été ajouté par les Arméniens après la première guerre du Haut-Karabagh. Cependant, des photos datant du début du XXe siècle montre que le toit existait déjà dans la même forme qu'en 2020. Le gouvernement arménien crie au « vandalisme », alors que l'International Association of Genocide Scholars y voit un pas de plus dans la politique de génocide culturel menée par Bakou à l'encontre des Arméniens.

## Bâtiments
Pour un article plus général, voir Architecture arménienne.
La cathédrale, l'une des plus vastes églises du monde arménien, est bâtie sur le modèle de la cathédrale d'Etchmiadzin : il s'agit d'une croix libre dotée de quatre absides. Elle est l'œuvre de l'architecte Simon Ter-Hakobyan. Elle est précédée à l'ouest d'une tour-clocher à trois étages décorée de sculptures d'anges jouant de divers instruments de musique, œuvres d'Armen Hakobian.